# Bengt Westerberg

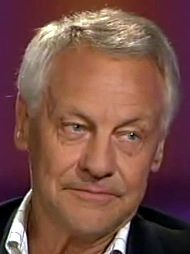
Bengt Westerberg, 2012

Bengt Westerberg (* 23. August 1943 in Södertälje) ist ein schwedischer Politiker der Liberalerna.

## Leben
Westerberg studierte Medizin am Karolinska-Institut in Solna bei Stockholm. Danach studierte er Wirtschaftswissenschaften und Philosophie und graduierte 1974 an der Universität Stockholm. Von 1983 bis 1995 war Westerberg Parteivorsitzender der Folkpartiet. In der Regierung von Carl Bildt war er vom 4. Oktober 1991 bis 7. Oktober 1994 Sozialminister sowie stellvertretender Ministerpräsident. Von 1984 bis 1994 saß Westerberg als Abgeordneter im Reichstag.
Westerberg war zweimal verheiratet. Aus seiner ersten geschiedenen Ehe stammen zwei Töchter und aus seiner zweiten geschiedenen Ehe stammt ein Sohn.
Bis 2011 war Westerberg Vorsitzender vom Schwedischen Roten Kreuz. Er zog sich zurück, nachdem schwedische Medien die Höhe seiner Bezüge beanstandet hatten.